# Pedro Rico López
Pedro Rico López (Madrid; 1888-Aix-en-Provence; 1957) fue un abogado y político republicano español, alcalde de Madrid en dos ocasiones (1931-1934 y 1936). Murió exiliado en Aix-en-Provence, Francia, en 1957. Es autor de la obra Roja, amarilla y morada publicada en 1950.

## Biografía

### Inicios en la política
Estudió Derecho en la Universidad Central de Madrid, donde se licenció en 1910. De ideología antimonárquica, fue uno de los fundadores de la Juventud Escolar Republicana. Posteriormente formó parte del Partido Republicano Federal, antes de ser uno de los organizadores del Grupo de Acción Republicana de Manuel Azaña.

### Alcalde de Madrid (primera etapa 1931-1934)
Fue propuesto por su partido como candidato por Madrid en la candidatura de la Conjunción Republicano-Socialista para las trascendentales elecciones del 12 de abril de 1931 (que llevaron a la renuncia a la Jefatura del Estado de Alfonso XIII y la proclamación de la II República). Rico obtuvo el puesto de concejal por el conservador distrito de Buenavista (donde aunque fue el candidato de la Conjunción menos votado, de los tres presentados, obtuvo 9.905 votos por 6.299 del primer candidato monárquico, el antiguo alcalde de Madrid, Fernando Suárez de Tangil y Angulo, conde de Vallellano). Su carácter popular y su cercanía a las organizaciones obreras socialistas le llevaron a que día 15 fuese elegido alcalde por la corporación municipal (las elecciones habían otorgado treinta concejales a la conjunción republicano-socialista, repartidos a partes iguales entre socialistas y republicanos, y veinte a los monárquicos; el alcalde era elegido por votación entre los concejales del ayuntamiento). Desempeñó el cargo de alcalde hasta el 6 de octubre de 1934, cuando las autoridades locales pertenecientes a partidos de izquierda fueron destituidas tras los sucesos revolucionarios de Asturias y Cataluña.

#### Diputado y dirigente político
En las elecciones a Cortes Constituyentes formó parte de la candidatura por la circunscripción de Madrid capital de nuevo por la coalición republicano-socialista, dentro del cupo correspondiente a Acción Republicana, el partido de Manuel Azaña, obteniendo el escaño. Obtuvo 124.227 votos, siendo el cuarto candidato más votado de la circunscripción madrileña.
Con un amplio sobrepeso, Rico fue muy popular en Madrid. La instalación en 1934 de un tipo de papeleras panzudas, que recordaban a la silueta del alcalde, fueron bautizadas popularmente como "pedritos". Los republicanos pusieron su nombre al panzudo avión estadounidense Grumman G-23 fabricado en 1931 Como alcalde, fue el encargado de recibir la Casa de Campo, hasta entonces patrimonio real, cedida al pueblo de Madrid por el gobierno provisional de la República de manos de Indalecio Prieto, ministro de Hacienda (1 de mayo de 1931). También organizó el festejo inaugural de la plaza de toros de Las Ventas, presidida por el presidente de la República, Niceto Alcalá Zamora, con el fin de recaudar fondos para obreros parados de la ciudad (17 de junio de 1931). Su mandato estuvo enfocado en resolver los problemas sociales de la ciudad, reduciendo el paro, mejorar la enseñanza y conseguir viviendas para las clases proletarias. Colaboró con el ministro de Obras Públicas, Indalecio Prieto en la prolongación de la Paseo de la Castellana, la construcción de los Nuevos Ministerios y el plan de reforma de la ciudad propuesto por Zuazo y Jansen, el cual apenas pudo iniciarse. También se encargó de la prolongación de la calle Serrano, la construcción de una estación depuradora de aguas residuales y la construcción de varias calles del Ensanche de Madrid. De esa colaboración entre el ayuntamiento y el gobierno de la República surgen también otros proyectos emblemáticos para la capital, como la "Playa de Madrid" (1932) o el proyecto de carretera que enlazaría la ciudad con la cercana Sierra de Guadarrama.
En la etapa de Pedro Rico como alcalde, además, fueron construidos el mercado central de frutas y verduras de Legazpi (en los terrenos del Matadero) y el de pescado de Puerta de Toledo, así como otros mercados municipales como el de Olavide, o el de Antón Martín y se proyectaron otros como el de Maravillas o el de Embajadores; comenzaron a circular los primeros autobuses urbanos de dos pisos, similares a los londinenses (y hoy desaparecidos); se amplió la red de tranvías, alcanzando su máxima extensión histórica, y la del suburbano, en su segunda etapa como alcalde, con la ampliación de la línea 3 desde Embajadores hasta Legazpi; se construyeron nuevos baños públicos en Bravo Murillo y la Guindalera y se transformaron las antiguas caballerizas del Palacio de Oriente, bajo la dirección del arquitecto aragonés Fernando García Mercadal, constituyéndose los Jardines de Sabatini en los terrenos que ocupaban las anteriores.
A pesar de su cercanía a las organizaciones obreras, Rico pertenecía al ala derecha de Acción Republicana. En la elección del consejo nacional del partido de septiembre de 1931, Rico perdió su puesto de consejero, lo que ha sido interpretado por los historiadores como una derrota del ala derecha del partido a la que Rico pertenecía. En mayo de 1934, Rico se unió al Partido Radical Demócrata, recién formado por Martínez Barrio, en el que agruparon los radicales disconformes con la colaboración con la CEDA. Los radical demócratas serían uno de los grupos que crearían posteriormente Unión Republicana. Tras la creación de este último partido, en diciembre de 1934, Pedro Rico fue elegido miembro de su comité ejecutivo nacional.
En 1936, Rico se presentó a las elecciones de febrero como representante de Unión Republicana en las listas del Frente Popular por Córdoba, obteniendo acta de diputado.

### Alcalde de Madrid (segunda etapa - 1936)
Al acceder el Frente Popular al poder, fue repuesto en la alcaldía (20 de febrero). Sin embargo, una vez estallada la Guerra Civil, a pesar de declaraciones triunfalistas, su gestión fue un fracaso, puesto que se vio incapaz de garantizar el abastecimiento, al tanto que el orden público apenas se mantuvo. Al llegar noviembre e irse acercando las columnas franquistas, participó en los mítines en los que se llamaba a la resistencia, animando a los madrileños y llegando a afirmar que moriría antes que salir de la ciudad. 
Sin embargo, al huir el gobierno de Largo Caballero a Valencia el día 6 de noviembre, Pedro Rico se unió a la comitiva gubernamental, huyendo de la ciudad asediada (se trata del episodio bélico conocido como batalla de Madrid), tras firmar un decreto en el que delegaba la alcaldía en el teniente de alcalde «por tener que ausentarme de esta ciudad para desempeñar una misión que me ha sido confiada por el Frente Popular». No obstante, milicianos anarquistas de la columna de Del Rosal, controlaban Tarancón (Cuenca), por donde pasa la carretera a Valencia. Aunque los primeros coches, donde iba Largo Caballero, pasaron por la localidad sin impedimento, cuando los milicianos se percataron de que era todo el gobierno el que se dirigía a Valencia, ordenaron parar a los coches y hacer salir a sus ocupantes. Los ministros miembros de la CNT Juan López y Juan Peiró fueron obligados a volver a Madrid, al igual que el alcalde, que como tal debía permanecer con sus conciudadanos. El resto de la comitiva, tras una tensa escena y consultas con la jefatura libertaria, pues los anarquistas amenazaban con fusilarles, fue autorizado a seguir.
Pedro Rico fue obligado a volver a Madrid ya que no pudo llegar a Valencia con el resto del gobierno. Se asiló en la Embajada de México, huyendo poco después de nuevo hacia Valencia oculto en el portaequipajes del Nili, banderillero de Juan Belmonte, desde donde consiguió embarcar para América.
El día 13 se constituyó el nuevo ayuntamiento, con Cayetano Redondo al frente de la Alcaldía, junto con Julián Besteiro, Rafael Henche (quien sucedió en 1937 a Cayetano Redondo) y Wenceslao Carrillo.

### Exilio en 1937, Francia, México y Francia
Desde Valencia partió a Francia y desde allí a México,  donde escribió un breve libro sobre la bandera republicana, Roja, amarilla y morada, publicado en 1950 en Buenos Aires por las Ediciones de Información y Propaganda de la República Española y reeditado en 2006 por el Ateneo Republicano de Galicia (ARGA).

### Condena en 1941 por el franquismo
En 1941, ya exiliado desde 1937, el Movimiento Nacional de la dictadura franquista, sentenció a Pedro Rico López a inhabilitación absoluta por quince años, extrañamiento (expulsión del país según el art. 86 del Código Penal vigente en 1941) por quince años y al pago de diez millones de pesetas. Parte del texto de la sentencia n.º 170 es el siguiente:

"En Madrid a 13 de marzo de 1941, RESULTANDO que de las pruebas, informes y antecedentes aportados a las diligencias, aparece justificado que el referido expedientado ha figurado siempre en partidos de ideologías de extremas izquierdas, habiendo desempeñado la Alcaldía de Madridal advenimiento de la República de 1931, y después en 1936, al apoderarse el frente popular del poder, en cuyo cargo le sorprendió el Movimiento Nacional, dedicándose a arengar a excitar a las masas empleando todos los medios, incluso la radio, en términos asaz violentos y demagógicos, así mismo fue Diputado a Cortes desde expresado año 1931, hasta que huyeron a Francia por evitar caer en poder de las Fuerzas Nacionales, desempeñando varios cargos en distintas Comisiones Parlamentarias, distinguiéndose en su intervención acusadamente demoledora para todo lo que significara orden y familia, y del más caracterizado laicismo, siendo el autor de una proposición en octubre de 1936 para la concesión de plenos poderes al Gobierno que entonces presidía Largo Caballero, en orden a las circunstancias de entonces; parece ser se le persiguió algo por elementos que se tachaban más extremistas, refugiándose en la Embajada de México, saliendo al extranjero como agregado a la Embajada roja de Bruselas, desde donde siguió laborando a favor del Frente Popular y en contra del Movimiento Nacional. No se le reconocen bienes de su propiedad, y tiene un hijo mayor de edad ... FALLAMOS, que debemos condenar y condenamos al expedientado don Pedro Rico López a las sanciones de inhabilitación absoluta por una período de 15 años; la de extrañamiento por el mismo período de 15 años; y a la económica de pago de 10 millones de pesetas, que se harán efectivas en la forma dispuesta en la Ley de 9 de febrero de 1939, en relación con el Código Penal Común, adoptando para ello las medidas pertinentes". Manuel Giménez Ruiz, Presidente del Tribunal Regional de Responsabilidades Políticas de Madrid, siendo los vocales don Fermín Lozano y don Alfonso Senra y el secretario don Antonio Carrasco Cobo.

### Muerte en 1957 en Francia
Murió en Aix-en-Provence, Francia, en 1957.

## Restitución de bienes artísticos a la familia de Pedro Rico
En 2021 los dos nietos de Pedro Rico iniciaron un proceso de restitución de la colección de cuadros y otros bienes artísticos, la mayoría de ellos alojados en museos públicos. El 9 de julio de 1938, la Junta de Incautación y Protección del Patrimonio Artístico, responsable de proteger de la guerra, en depósitos y de forma temporal, la riqueza artística, incautó en la vivienda del exalcalde y miembro de Acción Republicana, que ya estaba exiliado desde enero de 1937, 23 pinturas y dos dibujos. Las obras eran pinturas de Eugenio Lucas Villaamil, Roberto Domingo, Ángel Lizcano, José Jiménez Aranda y de otros pintores. Si bien hay un acta de incautación por parte de la junta republicana no existe la de devolución a los herederos de Rico del Servicio de Defensa del Patrimonio Artístico Nacional (SDPAN) franquista, que tras la guerra recibió las obras incautadas por la junta republicana. En el Prado hay dos cuadros.

## Reconocimientos
El Ayuntamiento de Madrid le dedicó la calle de Pedro Rico, paralela a la M-30, llamada en ese tramo avenida de la Ilustración.

## Publicaciones
- 1932 - Pedro Rico López, 'Introducción al Fuero de Madrid': El Fuero de Madrid y los derechos locales castellanos, por Galo Sánchez y Sánchez. Texto del Fuero, transcripción por Agustín Millares Carlo. Glosario, por Rafael Lapesa, Artes Gráficas Municipales, 84 págs.
- 1950.- Pedro Rico López, Roja, amarilla y morada, Ediciones de Información y Propaganda de la República Española, Buenos Aires.
  - 2006 - Pedro Rico López, Roja, amarilla y morada, Ateneo Republicano de Galicia, ISBN 9788493310318.[21]

| Predecesor: Joaquín Ruiz Jiménez                 | Alcalde de Madrid 15 de abril de 1931 - 6 de octubre de 1934 | Sucesor: José Martínez de Velasco y Escolar |
| Predecesor: Sergio Álvarez Rodríguez de Villamil | Alcalde de Madrid 20 de febrero - 6 de noviembre de 1936     | Sucesor: Cayetano Redondo Aceña             |